# Philharmonisches Kammerorchester Berlin

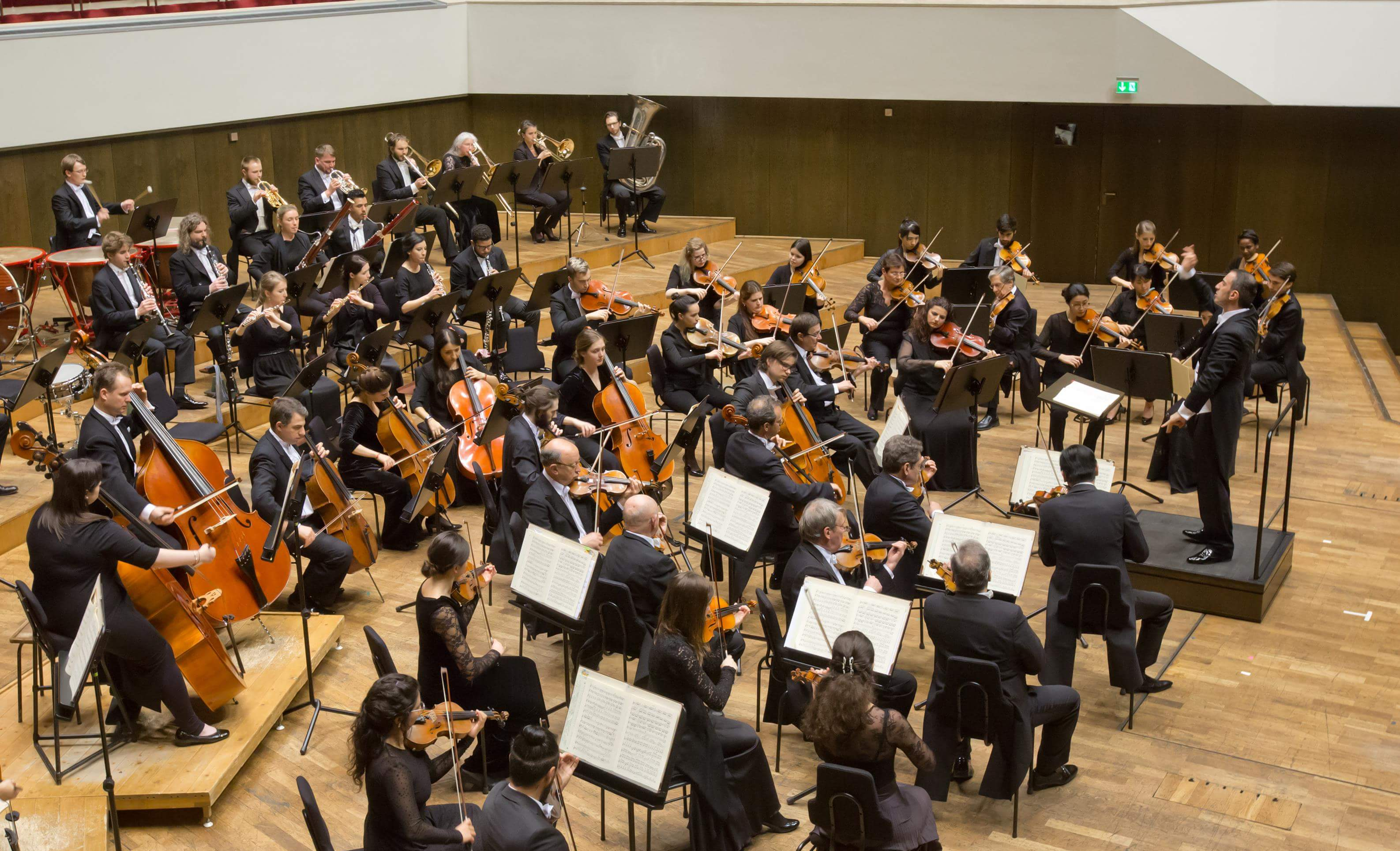
Das Philharmonische Kammerorchester Berlin im Gewandhaus Leipzig

Das Philharmonische Kammerorchester Berlin (PKB) ist ein international tätiges Orchester mit wechselnden personellen wie instrumentalen Besetzungen. Gründer und Leiter ist Michael Zukernik.

## Übersicht
Das PKB wurde im Jahr 2002 vom klassischen Schlagzeuger und Dirigenten Michael Zukernik gegründet. Es ging aus dem Ensemble Europa und der Camerata Berlin hervor und debütierte am 7. Dezember 2003 im Kammermusiksaal der Berliner Philharmonie.
Das Orchester arbeitete zusammen mit Künstlern wie Guy Braunstein, Emmanuel Pahud, Wenzel Fuchs, Anna Prohaska, Michael Barenboim, Andreas Conrad, Andrei Gawrilow, Yury Revich, Olga Scheps und Kirill Troussov. Die Konzerte werden unter anderem in der Philharmonie Berlin, im Konzerthaus Berlin, im Gewandhaus zu Leipzig sowie im Französischen Dom Berlin und im Berliner Dom veranstaltet. In der Schweiz finden die Konzerte in der Tonhalle Zürich, der Victoria Hall sowie im Kultur Casino Bern  statt.
Das PKB tourte bereits durch Südkorea und China, darunter fanden Konzerte im Opernhaus in Shanghai, im Kulturzentrum von Peking und in der Konzerthalle der Verbotenen Stadt in Peking statt.
2015 spielte das PKB eine besondere Konzertreihe mit bekannter Filmmusik aus diversen Genres, darunter Musik von John Williams, Nino Rota, Ernest Gold, Klaus Badelt, Danny Elfman und Maurice Jarre.
Seit 2003 organisiert das PKB jedes Jahr nationale und internationale Meisterklassen für Orchesterdirigenten. Zu den Kursleitern gehören Dirigenten wie Jorma Panula, Gennadi Roschdestwenski, Leif Segerstam, Gustav Meier, János Fürst, Eri Klas, Michail Jurowski, Rolf Reuter und Colin Metters. An den Meisterklassen nehmen Schüler aus der ganzen Welt teil. Die Kurse finden in verschiedenen europäischen Städten statt, darunter Berlin, Moskau, Sankt Petersburg und Vilnius.